# Thérèse av Jesusbarnet
Thérèse av Jesusbarnet (egentligen Marie-Françoise-Thérèse Martin), även Thérèse av Lisieux och Thérèse av Jesusbarnet och av det Heliga Anletet, emellanåt kallad ”Lilla Teresa”, född 2 januari 1873 i Alençon, Frankrike, död 30 september 1897 i Lisieux, Frankrike, var en fransk karmelitnunna och blev helgonförklarad samt erkänd som kyrkolärare – en av endast fyra kvinnor. Hon är även känd som "Jesus lilla blomma".

## Barn- och ungdomsår
Thérèse av Jesusbarnet föddes i Alençon i Frankrike som dotter till helige Louis Martin, en klockmakare, och heliga Marie-Zélie Guérin, en spetsmakare. Louis hade försökt bli munk, men fick inte bli det då han inte kunde något latin. Zélie fick inte bli nunna eftersom hon inte ansågs ha en kallelse; istället bad hon Gud att ge henne många barn och låta dem alla vigas till Gud. Louis och Zélie träffades 1858 och gifte sig bara tre månader senare. De fick nio barn, av vilka endast fem döttrar levde till vuxen ålder – Marie, Pauline, Léonie, Céline och Thérèse. Thérèse var deras yngsta barn. Zélies spetsföretag var så framgångsrik att Louis sålde sitt klockmakeri till sin syskonson och tog hand om resorna i spetsmakeriet. Zélie dog av bröstcancer 1877, när Thérèse bara var fyra år, och Louis sålde då spetsmakeriet och flyttade till Lisieux, i Calvados i Normandie, där Zélies bror Isidore Guérin, farmaceut, bodde med sin fru och sina två barn.

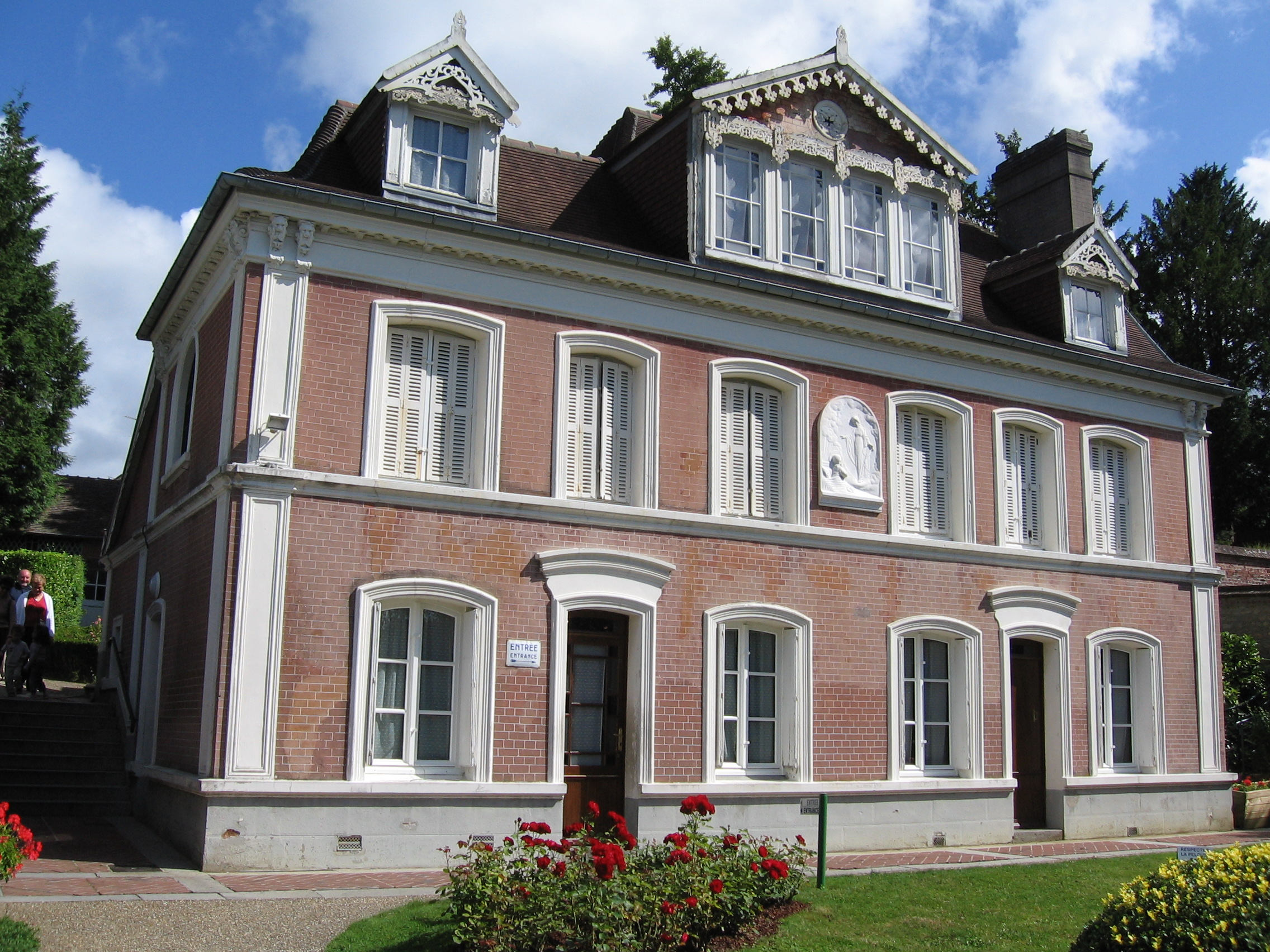
Martins hem där Thérèse växte upp

Thérèse studerade vid det benediktinska klostret Nôtre Dame du Pré. När hon var nio år gammal gick hennes äldre syster Pauline, som agerat i mors ställe för henne, in i Lisieux karmelitkloster. Thérèse ville också gå in i Karmel, men fick veta att hon var för ung. Vid fjorton års ålder, då hennes syster Marie gick in i samma kloster, förnyade hon sina försök att träda in i orden, men prästsuperiorn för klostret tillät det inte på grund av hennes låga ålder. Senare tog hennes far med henne på en vallfärd till Rom och under en allmän audiens hos påven Leo XIII frågade hon honom om hon kunde få träda in i Karmel vid femton års ålder, varpå påven svarade: "Nå, mitt barn, gör vad superiorn bestämmer."
Kort därefter tillät biskopen i Bayeux priorinnan att ta emot Thérèse och i april 1888 blev hon en karmelitisk postulant. Året därpå fick hennes far en stroke och flyttades till ett privat sanatorium, Bon Saveur vid Caen, där han stannade i tre år innan han återvände till Lisieux 1892. Han dog 1894 och Céline, som hade tagit hand om sin far, gick den 14 september samma år in i samma karmelitkloster som sina systrar. Deras kusin Marie Guérin gick in 1895. Léonie blev, efter flera misslyckade försök syster Françoise-Thérèse, nunna i visitationssystrarna i Caen.

## Den lilla vägen
Thérèse är känd för sin "lilla väg". I sin strävan efter helighet insåg hon att det inte var nödvändigt att göra heroiska ting eller "stora gärningar" för att nå helighet och uttrycka sin kärlek till Gud. Hon skrev,
"Kärlek visar sig i gärningar, så hur ska jag visa min kärlek? Stora gärningar är förbjudna för mig. Det enda sättet jag kan visa min kärlek är genom att sprida blommor och dessa blommor är varje litet offer, varje blick och ord, och att göra de minsta sakerna för kärleken."
Denna "lilla väg" visade sig också i hur hon tog sig an andligheten:
"Ibland när jag läser andliga traktater, där perfektionen visar sig med tusen hinder och en hel legion av illusioner runtomkring den, blir mitt stackars lilla sinne uttröttat. Så stänger jag den lärda boken, som lämnat mitt huvud splittrat och mitt hjärta uttorkat, och tar tag i den Heliga Skriften. Då verkar allting ljust, ett enda ord öppnar upp oändliga horisonter för min själ och perfektionen verkar enkel. Jag ser att det räckar att inse sin intighet och ge sig själv helt, som ett barn, i den gode Gudens armar. Jag gläder mig åt att vara liten och lämnar de fina böckerna som jag inte kan förstå åt stora själar och förstånd, eftersom 'endast barn, och de som är som dem, blir insläppta till den himmelska måltiden.'"
Passager som denna har lämnat Thérèse öppen för anklagelser om en överdrivet sentimental och till och med barnslig spiritualitet. Hennes försvarare menar dock att hon ville utveckla en väg till det andliga livet som var förståelig och möjlig att gå för alla som valde att göra så, oavsett sofistikation eller utbildning.
Detta är uppenbart i hennes syn på bönen:
"För mig är bönen en hjärtats rörelse; den är en enkel syn riktad mot Himmelen, den är ett rop av igenkännande och kärlek, som omfamnar såväl prövning som glädje; så att säga, något ädelt, övernaturligt, som förstorar min själ och förenar det med Gud.... Jag har inte modet att leta genom böcker efter vackra böner.... Jag gör som ett barn som inte lärt sig läsa, jag säger bara till Herren allt vad jag vill och Han förstår mig."

## Jesusbarnet och Det Heliga Anletet

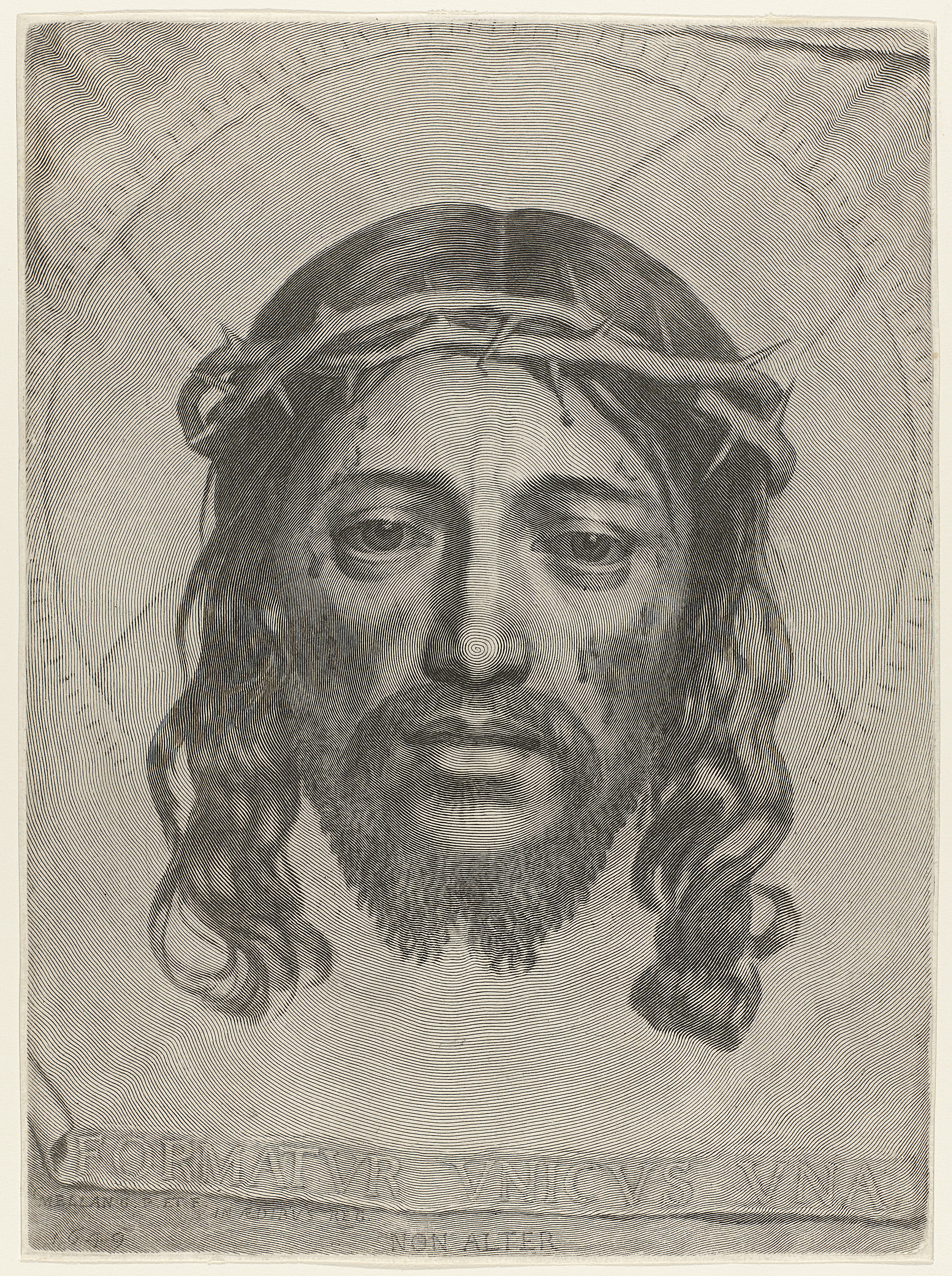
En avbildning av Jesu Heliga Anlete som Veronikas svetteduk, av Claude Mellan ca. 1649. S:ta Thérèse bar en bild av det Heliga Anletet på sitt hjärta.

Thérèse gick in i karmelitorden 1889 med namnet "av Jesusbarnet och det Heliga Anletet". Detta namn kom senare ses som en reflektion av två sidor av hennes karaktär: hon var Jesusbarnets leksak, men var också beredd att lida den övergivelse som Veronikas svetteduk gav uttryck för. I sin dikt "Min Himmel härnere", skriven 1895, ger hon uttryck för uppfattningen att genom den gudomliga föreningen av kärlek tar själen på sig Kristi likhet. Genom att begrunda de lidanden som följde Jesu Heliga Anlete, kände hon att hon kunde närma sig Jesus ännu mer.
Devotionen till Jesu Heliga Anlete hade påbörjats av en annan karmelitnunna, syster Marie av S:t Petrus i Tours 1844 och befrämjades av Leo Dupont, även känd som Det Heliga Anletets apostel som grundade "Det Heliga Anletets ärkekonfraternitet" i Tours 1851. Devotionen godkändes av påven Leo XIII 1855. Heliga Thérèse introducerades till devotionen genom sin blodsyster Pauline, syster Agnes av Jesus. S:ta Thérèse skrev många böner för att uttrycka sin hängivelse till det Heliga Anletet. Hon skrev orden "Gör så att jag liknar dig, Jesus!" på ett litet kort, satte på ett frimärke med det Heliga Anletet och fäste det i en liten behållare över sitt hjärta eftersom det Heliga Anletets medaljong vid den tiden inte existerade. I augusti 1895 skrev hon i sin "Sång till det Heliga Anletet":
"Jesus, Din obeskrivliga bild är stjärnan som leder mina steg. Ah, Du vet, Ditt Anlete är för mig Himmelriket på jorden. Min kärlek upptäcker Ditt Anletes charm smyckad med tårar. Jag ler genom mina egna tårar när jag begrundar dina sorger."
S:ta Thérèse betonade Guds nåd i både födelse- och passionsnarrativen i evangeliet. Hon skrev:
Han ser det vanställt, täckt med blod!.... oigenkännligt!.... Och ändå skakar inte det gudomliga Barnet; detta är vad han väljer för att visa sin kärlek.
Hon komponerade även en bön till det Heliga Anletet för syndare:
Evige Fader, då Du har givit mig Din Gudomliga Sons dyrkansvärda Anlete till arv, så offrar jag det Anletet till Dig och jag ber Dig att du glömmer otacksamheten hos själar helgade åt Dig och att du förlåter alla arma syndare i utbyte mot detta mynt av oändligt värde.
Eftersom S:ta Thérèse dog 1897 såg hon inte Secondo Pias fotografi från 1898 av Jesu Heliga Anlete på Turinsvepningen. Hennes hängivenhet till det Heliga Anletet baserades på målade bilder förestälande Veronikas svetteduk som Leo Dupont fört fram femtio år tidigare. Men, hennes böner och dikter hjälpte till att sprida kulten kring det Heliga Anletet under decennierna som följde.

## Ohälsa och död

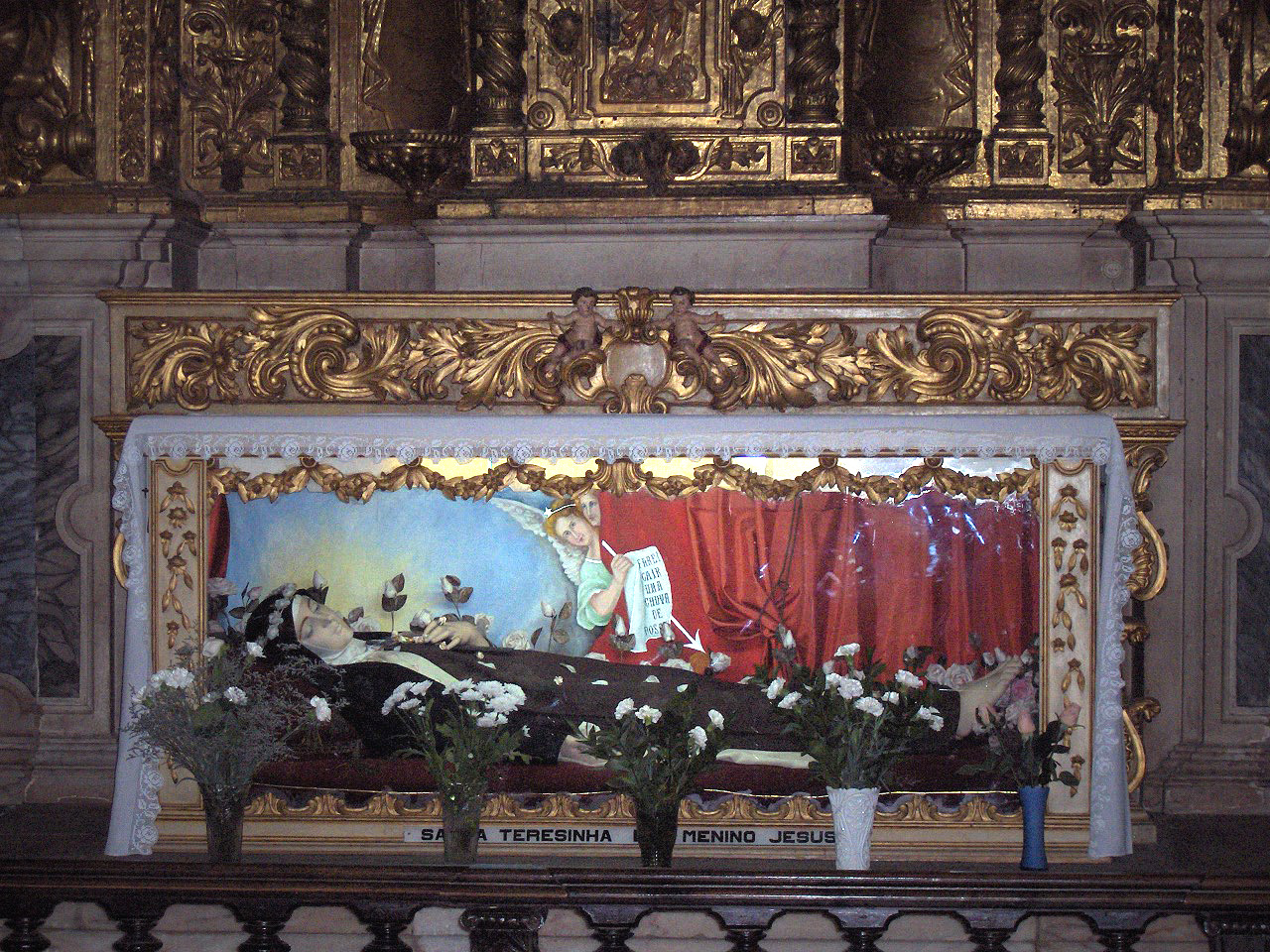
Begravningsmonument i S:t Franciskus kyrka i Évora, (Portugal).

Thérèses sista år utmärktes av en stadigt sämre hälsa som hon bar resolut och utan klagomål. På morgonen till långfredagen 1896 började hon blöda ur munnen på grund av blod i lungorna; hennes tuberkulos hade blivit sämre. Thérèse korresponderade med en karmelitisk mission i Franska Indokina och fick en inbjudan att förflyttas dit, men på grund av sin sjukdom kunde hon inte resa. I juli 1897 förflyttades hon till klostrets sjukstuga, där hon också dog 30 september 1897, vid en ålder av 24 år. På sin dödsbädd lär hon ha sagt: "Jag har nått punkten där jag inte kan lida mer, eftersom allt lidande är ljuvt för mig."

## Självbiografi
Thérèse är känd idag på grund av sina andliga memoarer, L'histoire d'une âme ("Historien om en själ"), som hon skrev på befallning av två priorinnor på klostret. Hon påbörjade arbetet 1895 som en memoar av sin barndom, instruerad av sin syster Pauline, känd på klostret som moder Agnes av Jesus. Moder Agnes gav befallningen på inrådan av deras äldsta syster, syster Marie av det Heliga Hjärtat. Medan Thérèse var på reträtt i september 1896 skrev hon den andra delen, som ett brev till syster Marie av det Heliga Hjärtat. I juni 1897 insåg moder Agnes hur allvarligt Thérèses tillstånd var och bad omedelbart moder Marie de Gonzague, som hade efterträtt henne som priorinna, att tillåta Thérèse att skriva ännu en memoar med fler detaljer om hennes religiösa liv. Den publicerades postumt och var starkt redigerad av Pauline (Moder Agnes). (Utöver stilfrågor hade moder Marie de Gonzague beordrat Pauline att ändra de första två delarna av manuskriptet så att det skulle verka som om även de var adresserade till moder Marie).
Sedan 1973 har två hundraårsutgåvor av Thérèses originalmanuskript utkommit, oredigerade manuskript, däribland "Historien om en själ", hennes brev, dikter, böner och skådespelen hon skrev för klosterrekreationen har publicerats på franska.

## Erkännande

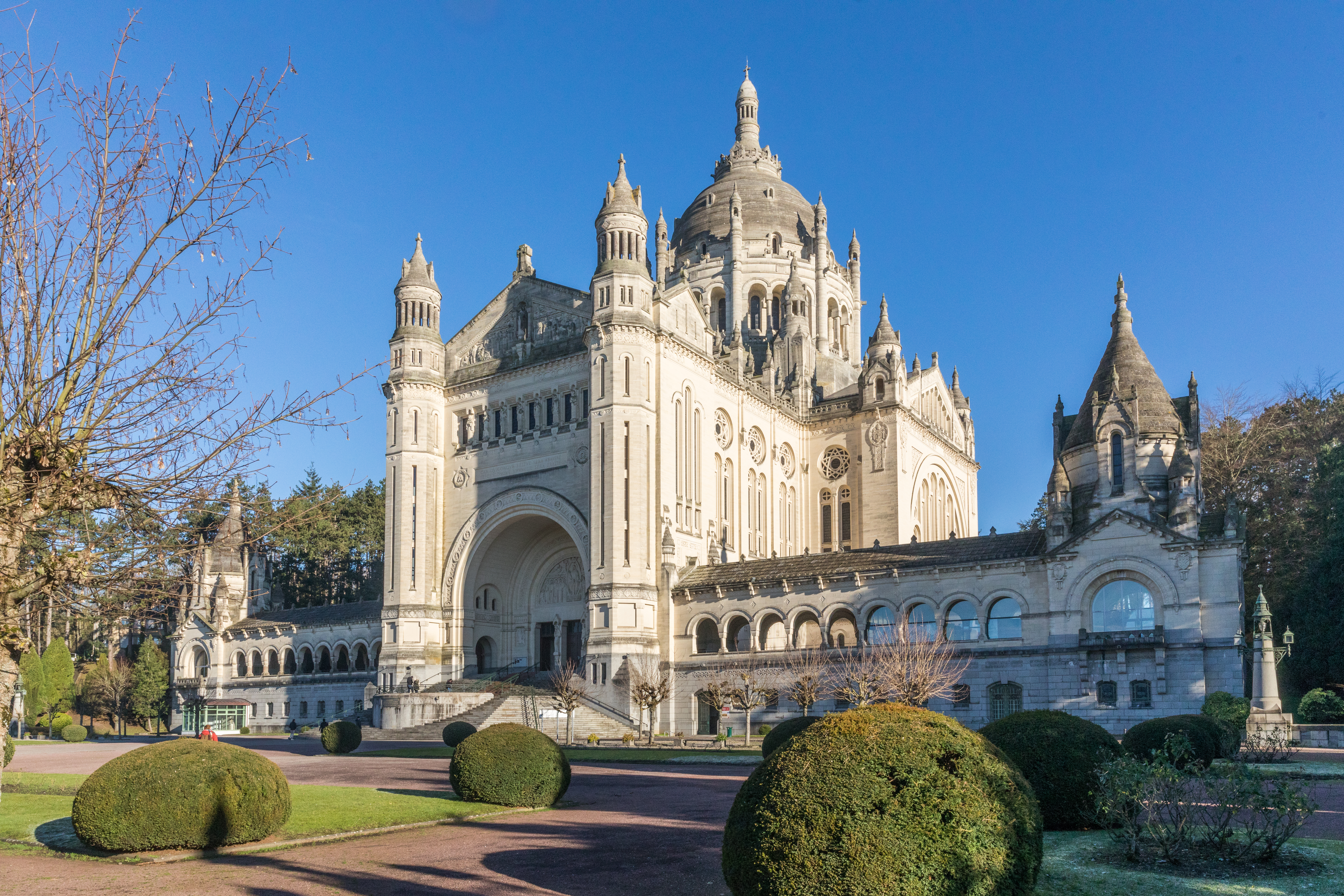
Med över 2 miljoner besökare varje år är S:ta Thérèses basilika i Lisieux den andra största vallfartsorten i Frankrike, efter Lourdes.

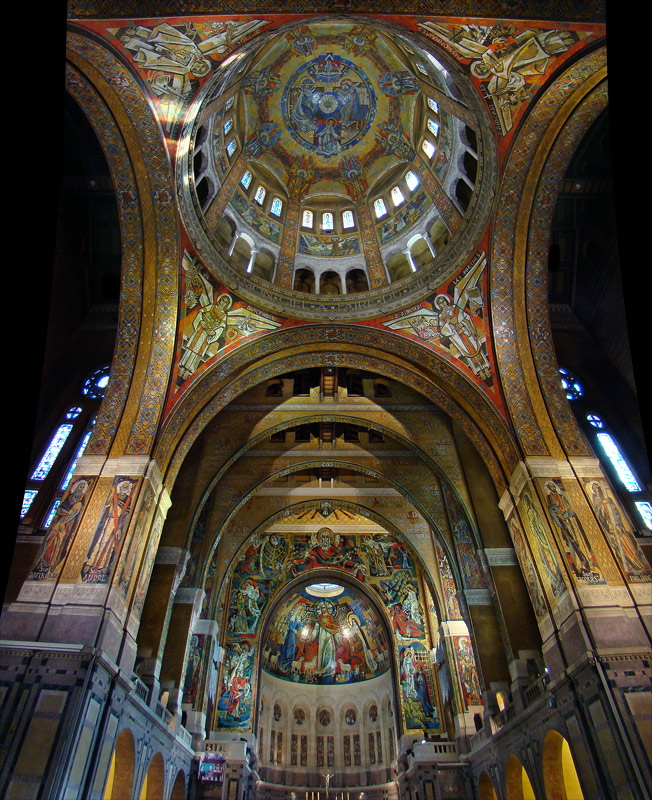
Interiören i S:ta Thérèses basilika

Den polske karmelitfadern Raphael Kalinowski (senare S:t Raphael Kalinowski) översatte 1902 Thérèses självbiografi till polska.
Påven Pius X signerade dekretet som öppnade Thérèses kanoniseringsprocess den 10 juni 1914 och påven Benedikt XV gav dispens från den vanliga femtioårsregeln, som innebär att personen måste ha varit död i femtio år för att kunna saligförklaras. Den 14 augusti 1921 promulgerade han dekretet om hennes hjältemodiga dygder och gav ett tal om Thérèses väg av förtröstan och kärlek och rekommenderade den till hela Kyrkan.
Enligt vissa biografier om Edith Piaf ska den blivande sångerskan 1922 – då en okänd sjuårig flicka – ha botats från blindhet efter en vallfärd till Thérèses grav, vid den tiden ännu inte formellt kanoniserad.
S:ta Thérèse saligförklarades i april 1923 och helgonförklarades den 17 maj 1925 av Pius XI, endast 28 år efter sin död. Hennes festdag las till den romersk-katolska helgonkalendern 1927 för firande den 3 oktober. Fyrtiotvå år senare, 1969, flyttade påven Paulus VI till 1 oktober, dagen efter hennes dies natalis (himmelska födelsedag).
S:ta Thérèses basilika i hennes hemstad Lisieux invigdes den 11 juli 1954 och har blivit en vallfartsort för pilgrimer från hela världen. Den blev ursprungligen dedicerad till S:ta Thérèse 1937 av kardinal Pacelli – senare påve Pius XII. Basilikan rymmer 4 000 människor och är den näst största pilgrimsorten i Frankrike efter Lourdes, med över två miljoner besökare varje år.
Thérèse av Lisieux är skyddshelgon för människor med AIDS, flygkaptener, florister, sjukdom och missioner. Hon anses även av katoliker vara skyddshelgon för Ryssland, även om den rysk-ortodoxa kyrkan vare sig erkänner hennes kanonisering eller hennes beskydd. Påven Pius XI utnämnde Thérèse till skyddshelgon för missioner 1927 och påve Pius XII utnämnde henne 1944 till skyddshelgon för Frankrike tillsammans med Jeanne d'Arc.
Genom det apostoliska brevet Divini Amoris Scientia ("Den gudomliga kärlekens vetenskap") från 19 oktober 1997 deklarerade påve Johannes Paulus II sitt beslut att göra henne till en av de trettiotre kyrkolärarna, en av endast fyra kvinnor med den titeln – de andra tre är Teresa av Avila (S:ta Teresa av Jesus), Katarina av Siena och Hildegard av Bingen. Thérèse var det enda helgonet som fick denna utnämning under Johannes Paulus II:s pontifikat.
Hennes föräldrar Louis och Zélie Martin förklarades vara vördnadsvärda 1994 av Johannes Paulus II, saligförklarades 2008 och helgonförklarades den 18 oktober 2015. Ärkebiskopen i Milano accepterade 2004 det oväntade helandet av ett barns lungsjukdom som sammankopplat med deras förbön. Kardinal Saraiva Martins deklarerade den 12 juli 2008 deras kommande saligförklaring vid ceremonierna för 150-årsjubileet av de vördnadsvärda Zelie och Louis Martin och själva förklaringen kom på missionssöndagen i Lisieux den 19 oktober 2008. Den 18 oktober 2015 helgonförklarades det äkta paret av påve Franciskus. Visst intresse har också visats för att främja helgonförklaringen av hennes syster Léonie, den enda av de fem systrarna som inte blev karmelitnunna. Léonie Martin, vars religiösa namn var syster Françoise-Thérèse, dog 1941 i Caen, där hennes grav även kan besökas av allmänheten.
Tillsammans med S:t Franciskus av Assisi är Thérèse av Lisieux ett av de populäraste helgonen sedan apostolisk tid. Som kyrkolärare är hon ett studieämne för många teologer och som en tilltalande ung kvinna vars budskap har rört miljontals människor fortsätter hon att vara föremål för folkfromheten.
Hennes självbiografi har inspirerat många människor, inklusive den italienska författaren Maria Valtorta. Under många år har Thérèses reliker turnerat runt världen och tusentals pilgrimer har trängts för att be i hennes närhet.
Heliga Thérèse av Lisieux kongregation grundades den 19 mars 1931 som den första indiska religiösa munkorden av Mar Augustine Kandathil, Metropoliten för de Helige Thomas katolska bröder.

## Skrifter i svensk översättning
- Självbiografiska skrifter. 2. uppl., Karmeliterna, Tågarp, Glumslöv, 1994.
- Sista samtal. Karmeliterna, Tågarp, Glumslöv, 1988.
- Den heliga Thérèse av Jesusbarnet. En själs historia skriven av henne själv. Petrus de Daciaföreningen Stockholm 1939.
- Min väg är förtröstan och kärlek. Utdrag ur brev. Karmeliterna, Tågarp, Glumslöv 1997.
- Thérèse av Lisieux. Texter i urval: poesi, brev, teater. Karmelitklostret, Rydebäck 1996.

## Fördjupningslitteratur
- Bornmalm, Gunnel, Vandra den lilla vägen med vår tids största helgon, Thérèse av Jesusbarnet. Göteborg: Tre böcker 1998. ISBN 91-7029-362-7
- Kalla mig lilla Thérèse. Glumslöv s.a.
- Marie-Eugène de l'Enfant-Jésus, Under the Torrent of His Love: Thérèse of Lisieux, a Spiritual Genius. New York: Alba House 1995. ISBN 0-8189-0720-7